# Rich Sutter
Pour les articles homonymes, voir Sutter.
Richard G. Sutter (né le 2 décembre 1963 à Viking dans l'Alberta au Canada) est un joueur professionnel de hockey sur glace qui évoluait ailier en Amérique du Nord. Il fait partie de la famille Sutter où six frères ont joué professionnel : (Brent, Brian, Darryl, Duane et Ron son frère jumeau).

## Carrière en club
Les frères Sutter ont joué junior dans la Ligue de hockey de l'Ouest pour les Broncos de Lethbridge depuis 1980-1981.
En 1982, il se présente avec Ron au repêchage d'entrée dans la LNH et sont choisis tous les deux au premier tour : Ron rejoint les Flyers de Philadelphie (4e choix) alors que Rich est choisi par les Penguins de Pittsburgh (10e choix).
Ils continuent tout de même à prendre de l'expérience en restant dans la LHOu et ils remportent en 1983 la Coupe Memorial.
Rich ne joue que 9 matchs pour les Penguins avant de rejoindre le club de son frère. En 1986, il est transféré aux Canucks de Vancouver puis quatre saisons plus tard, il rejoint les Blues de Saint-Louis. Il rejoint par la suite les Blackhawks de Chicago, le Lightning de Tampa Bay et les Maple Leafs de Toronto et prend sa retraite en 1995 après une dernière saison avec quatre franchises différentes (dont une de la Ligue internationale de hockey).
Il est maintenant dépisteur pour les Coyotes de Phoenix.

### Statistiques
| Saison     | Équipe                 | Ligue      |     | Saison régulière | Saison régulière | Saison régulière | Saison régulière | Saison régulière |    | Séries éliminatoires | Séries éliminatoires | Séries éliminatoires | Séries éliminatoires | Séries éliminatoires |
| Saison     | Équipe                 | Ligue      | PJ  | B                | A                | Pts              | Pun              | PJ               | B  | A                    | Pts                  | Pun                  |                      |                      |
| 1980-1981  | Broncos de Lethbridge  | LHOu       | 72  | 23               | 18               | 41               | 255              | 9                | 3  | 1                    | 4                    | 35                   |                      |                      |
| 1981-1982  | Broncos de Lethbridge  | LHOu       | 57  | 38               | 31               | 69               | 263              | 12               | 3  | 3                    | 6                    | 55                   |                      |                      |
| 1982-1983  | Penguins de Pittsburgh | LNH        | 4   | 0                | 0                | 0                | 0                |                  |    |                      |                      |                      |                      |                      |
| 1982-1983  | Broncos de Lethbridge  | LHOu       | 64  | 37               | 30               | 67               | 200              | 17               | 14 | 9                    | 23                   | 43                   |                      |                      |
| 1983-1984  | Skipjacks de Baltimore | LAH        | 2   | 0                | 1                | 1                | 0                |                  |    |                      |                      |                      |                      |                      |
| 1983-1984  | Flyers de Philadelphie | LNH        | 70  | 16               | 12               | 28               | 93               | 3                | 0  | 0                    | 0                    | 15                   |                      |                      |
| 1983-1984  | Penguins de Pittsburgh | LNH        | 5   | 0                | 0                | 0                | 0                |                  |    |                      |                      |                      |                      |                      |
| 1984-1985  | Bears de Hershey       | LAH        | 13  | 3                | 7                | 10               | 14               |                  |    |                      |                      |                      |                      |                      |
| 1984-1985  | Flyers de Philadelphie | LNH        | 56  | 6                | 10               | 16               | 89               | 11               | 3  | 0                    | 3                    | 10                   |                      |                      |
| 1985-1986  | Flyers de Philadelphie | LNH        | 78  | 14               | 25               | 39               | 199              | 5                | 2  | 0                    | 2                    | 19                   |                      |                      |
| 1986-1987  | Canucks de Vancouver   | LNH        | 74  | 20               | 22               | 42               | 113              |                  |    |                      |                      |                      |                      |                      |
| 1987-1988  | Canucks de Vancouver   | LNH        | 80  | 15               | 15               | 30               | 165              |                  |    |                      |                      |                      |                      |                      |
| 1988-1989  | Canucks de Vancouver   | LNH        | 75  | 17               | 15               | 32               | 122              | 7                | 2  | 1                    | 3                    | 12                   |                      |                      |
| 1989-1990  | Canucks de Vancouver   | LNH        | 62  | 9                | 9                | 18               | 133              |                  |    |                      |                      |                      |                      |                      |
| 1989-1990  | Blues de Saint-Louis   | LNH        | 12  | 2                | 0                | 2                | 22               | 12               | 2  | 1                    | 3                    | 39                   |                      |                      |
| 1990-1991  | Blues de Saint-Louis   | LNH        | 77  | 16               | 11               | 27               | 122              | 13               | 4  | 2                    | 6                    | 16                   |                      |                      |
| 1991-1992  | Blues de Saint-Louis   | LNH        | 77  | 9                | 16               | 25               | 107              | 6                | 0  | 0                    | 0                    | 8                    |                      |                      |
| 1992-1993  | Blues de Saint-Louis   | LNH        | 84  | 13               | 14               | 27               | 100              | 11               | 0  | 1                    | 1                    | 10                   |                      |                      |
| 1993-1994  | Blackhawks de Chicago  | LNH        | 83  | 12               | 14               | 26               | 108              | 6                | 0  | 0                    | 0                    | 2                    |                      |                      |
| 1994-1995  | Knights d'Atlanta      | LIH        | 4   | 0                | 5                | 5                | 0                |                  |    |                      |                      |                      |                      |                      |
| 1994-1995  | Blackhawks de Chicago  | LNH        | 15  | 0                | 0                | 0                | 28               |                  |    |                      |                      |                      |                      |                      |
| 1994-1995  | Maple Leafs de Toronto | LNH        | 18  | 0                | 3                | 3                | 10               | 4                | 0  | 0                    | 0                    | 2                    |                      |                      |
| 1994-1995  | Lightning de Tampa Bay | LNH        | 4   | 0                | 0                | 0                | 0                |                  |    |                      |                      |                      |                      |                      |
| Totaux LNH | Totaux LNH             | Totaux LNH | 874 | 149              | 166              | 315              | 1411             | 78               | 13 | 5                    | 18                   | 133                  |                      |                      |